# The Wieners
The Wieners is een Nederlandse vintage rock-'n-roll band die werd opgericht in 2005. Het trio brengt authentieke vertolkingen van 1950s muziek, en werd bekend door hun 'tributes to' Buddy Holly en The Everly Brothers.

## Discografie
- Home Cookin' With The Wieners (2006)
- Just Like Buddy Holly (2009)
- Bird Dogs (2014)
- Cashback (2016)
- The Wieners Play The Everly Brothers (2018, DVD)
- Ricky's Garden (2018)
- Classic Rock'n'Roll Stars (2023)